# Тулупов, Владимир Васильевич
Влади́мир Васи́льевич Тулу́пов (род. 8 августа 1954, Уфа, Башкирская АССР, СССР) — советский и российский филолог. Доктор филологических наук, профессор, заведующий кафедрой связей с общественностью, рекламы и дизайна, декан факультета журналистики Воронежского государственного университета. Главный редактор научно-практического альманаха «Акценты. Новое в массовой коммуникации» и научного журнала «Вестник ВГУ. Филология. Журналистика». Член Союза журналистов России. Член Союза писателей России.

## Биография
Родился 8 августа 1954 года в г. Уфе.
Учился в школе № 75 и № 118, а также в детской художественной школе № 1 г. Уфы.
В 1971 — 1976 годах учился на филологическом факультете Башкирского государственного университета (ныне Уфимский университет науки и технологий). Ещё студентом стал сотрудничать с уфимскими газетами, а с 1975 г. стал штатным сотрудником областной молодежной газеты «Ленинец» (художник, заместитель ответственного секретаря).
В 1976 году был направлен стажёром-исследователем в Воронежский государственный университет, где в 1977 г. был принят в очную аспирантуру.
В 1979 году перевёлся на заочное отделение, вернулся в Уфу, где продолжил работу в редакциях газет («Ленинец», «Вечерняя Уфа», «Уфимская неделя», «Деловой человек»). После защиты кандидатской диссертации в 1982 году в МГУ («Оформление молодежной газеты. Теория и практика (на материале областных газет РСФСР)») стал преподавать на филологическом факультете Башкирского государственного университета (ныне Уфимский университет науки и технологий) (ассистент, старший преподаватель, доцент, заместитель декана).
В 1990 году переехал с семьей в Воронеж, где по конкурсу занял должность заведующего кафедрой теории и практики журналистики факультета журналистики Воронежского государственного университета.
В 2000 году защитил докторскую диссертации в Кубанском государственном университете по теме «Дизайн и реклама в системе типологических признаков российских газет (филологический, философско-психологический и творческий аспекты)».
В 2001 году присвоено учёное звание профессора.
Председатель диссертационного совета по докторским диссертациям при Воронежском государственного университете Д 212.038.18.
Научные интересы: дизайн и реклама в системе маркетинга СМИ, типология и моделирование СМИ, региональная журналистика.
Разработал и преподает в университетах РФ авторские учебные курсы для журналистов:
Техника и технология средств массовой информации (с 1990)
Реклама в коммуникационном процессе (с 1995)
Менеджмент в рекламе (с 2000)
Моделирование в журналистике (с 2000)
Изобразительная журналистика (с 2010)
Под руководством Тулупова защищены 36 диссертаций на соискание степени кандидата филологических наук по специальности 10.01.10 — журналистика (Ю. Гордеев, А. Дмитровский, Е. Цуканов, А. Кажикин, Л. Щукина, Е. Курганова, И. Щекина, А. Давтян, М. Шилова, О. Осетрова, А. Богоявленский, А. Золотухин, В. Колобов, М. Старикова, О. Сидельникова, О. Прасолова, Н. Пономарев, А.Мелентьев, А. Саввин, А. Сундуков, С. Окс, Ю. Любановская, А. Тышецкая, А. Маслов, Чан Тхи Хоанг Йен, Л. Матвеечева, А. Прытков, М. Пивоварова, Чан Тхи Тху Хыонг, В. Вершинин, Чан Ван Ле, В. Дабежа, Е. Тюрина, И. Трофимова, Н. Кузнецова, А. Гребёнкина) и 5 диссертаций на соискание степени доктора филологических наук по специальности 10.01.10 — журналистика (Е. Коханов, В. Штепа, Е. Третьякова, С. Васильев, В. Колобов).

## Общественная деятельность
Выдвинут в кандидаты Госдумы РФ 7 созыва от Партии Роста по региональной группе Воронеж-Липецк 3 номером

## Научные труды

### Книги
- Тулупов В. В. В мастерской газетного оформителя. — Уфа: Башкирское книжное издательство, 1986. — 77 с.
- Тулупов В. В. Выпуск периодического издания: современные подходы. Учебное пособие по специальности «Журналистика». Воронеж, 2002. — 88 с.
- Тулупов В. В. Выпуск СМИ. Учебное пособие. Воронеж, 2012. — 56 с.
- Тулупов В. В. Выпускная квалификационная работа специалиста в области рекламы : учебно-методическое пособие / сост. В. В. Тулупов, Е. Ю. Красова. — Воронеж: Факультет журналистики ВГУ, 2009. — 43 с.
- Тулупов В. В. Газета: маркетинг, дизайн, реклама. Воронеж: Кварта, 2001—320 с.
- Тулупов В. В. Деловые печатные издания России: становление, специфика, тенденции развития. Воронеж, 2006. — 224 с. (в соавторстве).
- Тулупов В. В. Дизайн и реклама в системе маркетинга российской газеты. — Воронеж: Воронежский университет, 2000. — 336 с.
- Тулупов В. В. Дизайн периодических изданий / Учебник. Санкт-Петербург, 2006. — 224 с.
- Тулупов В. В. Дизайн периодических изданий / Учебник. Санкт-Петербург, 2008. — 224 с.
- Тулупов В. В. Дневник редактора. Сборник статей. Воронеж, 2013. - 160 с.
- Тулупов В. В. Журналистика, реклама, связи с общественностью. Словарь. Воронеж, 2010. — 72 с.
- Тулупов В. В. Изобразительная журналистика в газете / Учебное пособие. Воронеж, 2012. — 184 с.
- Тулупов В. В. Моделирование в журналистике / учебное пособие. Воронеж, 2010. — 144 с.
- Тулупов В. В. Основы бильдредактирования / Методические указания. Воронеж, 1992. — 12 с.
- Тулупов В. В. Основы журналистики: Раздел «Введение в теорию журналистики»: Метод. материалы. Воронеж, 2001. — 119 с.
- Тулупов В. В. Парадоксы шоковой рекламы. Воронеж, 2007. — 100 с. (в соавторстве)
- Тулупов В. В. Рабочая тетрадь по типометрии: Учебно-методическое пособие. Воронеж, 2008. — 24 с. (в соавторстве).
- Тулупов В. В. Реклама в коммуникационном процессе. Воронеж: Кварта, 2003 —144 с.
- Тулупов В. В. Реклама в коммуникационном процессе. Воронеж: Кварта, 2004 —144 с.
- Тулупов В. В. Реклама в прессе. Методические указания. Воронеж, 1992. — 13 с.
- Тулупов В. В. Реклама и связи с общественностью: теория и практика. Воронеж: Издательский дом ВГУ, 2015 — 372 с. (в соавторстве)
- Тулупов В. В. Реклама: теория и практика / Учебное пособие. Воронеж, 2011. — 400 с. (в соавторстве)
- Тулупов В. В. Российская пресса: дизайн, реклама, типология. Воронеж: Инфа, 1996. — 112 с.
- Тулупов В. В. Сборник упражнений по типометрии и вёрстке газеты. Воронеж, 2007 — 40 с. (в соавторстве).
- Тулупов В. В. Слово редактора: Сборник статей. Воронеж, 2009. — 180 с.
- Тулупов В. В. Теория и практика современной российской журналистики. Воронеж, 2007. — 232 с.
- Тулупов В. В. Теория и практика рекламы / Учебник. Санкт-Петербург, 2006. — … с. (в соавторстве)
- Тулупов В. В. Техника и технология медиадизайна. Пресса. М., 2018.— 208 с.
- Тулупов В. В. Техника и технология медиадизайна. Электронные СМИ, 2018.— 176 с.
- Тулупов В. В. Техника и технология периодических изданий: Учебное пособие. Воронеж: Воронежский государственный университет, 2005. — 262 с.
- Тулупов В. В. Техника и технология СМИ. Бильдредактирование. Москва, 2019.— 182 с.
- Тулупов В. В. Техника и технология СМИ. Дизайн периодических изданий/Курс лекций. Воронеж: Факультет журналистики ВГУ, 2005. — 200 с.
- Тулупов В. В. Техника и технология СМИ: печать, телевидение, радио, Интернет: Учебник. СПб., 2006. — 320 с. (в соавторстве).
- Тулупов В. В. Техника и технология СМИ: печать, телевидение, радио, Интернет: Учебник. СПб., 2008. — 320 с. (в соавторстве).
- Тулупов В. В. Уроки журналистики. Воронеж, 2015 — 156 с.
- Тулупов В. В. Уроки журналистики. Москва, 2019. — 105 с.
- Тулупов В. В. Основы моделирования в журналистике. Воронеж, 2020. - 163 с.
- Тулупов В. В. Массовая коммуникация и журналистики. Юбилейный сборник. – Воронеж, 2024. – 564 с.
- Тулупов В. В. Теория и практика массмедиа. Избранные статьи. – Воронеж: Факультет журналистики ВГУ, 2024. – 116 с.

## Художественные издания
- Тулупов В. В. Нечаянная книжка (2003, 2004)
- Тулупов В. В. Здравствуй, грусть! (2005, 2006)
- Тулупов В. В. От января до января (2007)
- Тулупов В. В. Час дождя (2008)
- Тулупов В. В. Рот до ушей (2009)
- Тулупов В. В. "Любите живопись, поэты!.." (2009)
- Тулупов В. В. Времена года (2010)
- Тулупов В. В.  Избранное. 30 + 30 (2011)
- Тулупов В. В. Города, где я бывал (2012)
- Тулупов В. В. Журфак и его окрестности (2013)
- Тулупов В. В. Азбучные истины (2014, 2015)
- Тулупов В. В. Наше дело (2016)
- Тулупов В.В. Вредные советы декана (2017)
- Тулупов В.В. Углы зрения (2017)
- Тулупов В. В. Строфа (2018)
- Тулупов В.В. Любовь моя — "молодёжка"  (2019)
- Тулупов В.В. Тайный сад. (2020)
- Тулупов В.В. Это было недавно, это было давно... (2021)
- Тулупов В.В. Тропинки памяти (2024)

## Редакционно-издательская деятельность
- Главный редактор научно-практического альманаха «Акценты. Новое в массовой коммуникации» - с 1996 г. (г. Воронеж)
- Главный редактор научного журнала «Вестник ВГУ. Филология. Журналистика». Из списка рекомендованных ВАК - с 2004 г. (г. Воронеж)
- Член редакционной коллегии журнала «Вестник ВолГУ. Литературоведение. Журналистика» (г. Волгоград)
- Член редакционной коллегии научно-культурологического сетевого журнала RELGA (г. Ростов-на-Дону)
- Член редакционной коллегии журнала «Главный редактор» (г. Москва)
- Член редакционной коллегии журнала «Русский экран» (г. Москва)
- Член редакционного совета научного журнала "Журналистский ежегодник" (г. Томск)
- Гл. ред. продолжающихся изданий: «Проблемы массовой коммуникации», «Проблемы массовой коммуникации: новые подходы», «Современные проблемы журналисткой науки» (г. Воронеж).

## Общественная деятельность
Президент Академии наук региональной печати России; Председатель Учебно-методического объединения университетов РФ по Центральной и Центрально-Чернозёмной России; Председатель Совета Гильдии аналитических журналистов

## Награды
- Благодарность Воронежской областной администрации за монографию «Газета: маркетинг, дизайн, реклама» в рамках областного конкурса ученых (2002).
- Лауреат премии «За лучшее учебное издание в области рекламы, связей с общественностью и смежных дисциплин» как автор учебного пособия «Реклама в коммуникационном процессе: курс лекций», учрежденной Ассоциацией Коммуникационных Агентств России (2004)
- Лауреат 1-й степени (среди научно-педагогических работников) Всероссийского конкурса «За образцовое владение русским языком в профессиональной деятельности» для работников сферы образования РФ (2005)
- Специальный приз Центрально-Чернозёмной региональной PR-премии «RuPoR-2006» как основателю и главному редактору научно-практического альманаха «Акценты. Новое в массовой коммуникации» (2006)
- Лауреат Невской премии СПбГУ в области изучения журналистики и массовых коммуникаций в номинации «Теория» (2011)
- Специальный Диплом СЖР и XV фестиваля журналистов «Вся Россия-2011» «За верность журналистскому цеху, за профессиональный оптимизм» (2011)
- Почётный знак СЖР «Честь. Достоинство. Профессионализм» (2011)
- Лауреат II Открытого Межрегионального конкурса «Лучшая книга по связям с общественностью и рекламе» за 2010—2011 годы в номинации «Реклама, маркетинг, связи с общественностью и брендинг как комплекс интегрированных коммуникаций» за словарь «Журналистика, реклама, связи с общественностью» и в номинации «Связи с общественностью и реклама в сферах науки и культуры» за сборник научных трудов «Реклама и искусство» (коллектив авторов, 2012)
- Почётный работник высшего профессионального образования РФ (2012)
- Почётный знак правительства Воронежской области «Благодарность от земли Воронежской» (2014)
- Медаль А. А. Хованского (2014)
- Лауреат премии «За лучшее учебное издание в области рекламы» как автор учебного пособия «Техника и технология медиадизайна», учрежденной Ассоциацией Коммуникационных Агентств России (2018)
- Лауреат премии правительства Воронежской области за учебное пособие «Техника и технология медиадизайна. Книга 1: Пресса» (2019)
- Заслуженный работник медиаотрасли Воронежской области  (2019)
- Лауреат премии «За лучшее учебное издание в области рекламы и связей с общественностью» как автор учебного пособия «Техника и технология СМИ. Бильдредактирование», учрежденной Ассоциацией Коммуникационных Агентств России (2021)
- Специальный диплом Центрально-Чернозёмной региональной PR-премии «RuPoR-2021» "За продвижение факультета через творческие проекты" - Жизнь в творческом полёте (2021)
- Лауреат Всероссийского конкурса "Медиапедагог года", проводимого Ассоциацией специалистов медиаобразования (2022)
- Знак отличия Министерства обороны Российской Федерации "За заслуги" (2022)
- Премия имени Ясена Засурского (2023).
- Почётный знак "За добросовестный труд и профессионализм" (2024).
- Лауреат общенациональной премии Российского профессорского собрания «Учебник года» в номинации «Филологические науки» категории «Учебник» за коллективную работу «Журналистика» (2025).
- Лауреат премии «За лучшее учебное издание в области рекламы, связей с общественностью и смежных дисциплин» как автор книги «Массовая коммуникация и журналистика», учрежденной Ассоциацией Коммуникационных Агентств России (2025)